# The Rocky Horror Picture Show: Let’s Do the Time Warp Again
The Rocky Horror Picture Show: Let’s Do the Time Warp Again ist ein US-amerikanischer Musicalfilm aus dem Jahr 2016. Der Fernsehfilm basiert auf dem Musical The Rocky Horror Show und ist eine Neuverfilmung des gleichnamigen Kinofilms von 1975. Der Film entstand unter der Regie von Kenny Ortega nach dem Originaldrehbuch von Richard O’Brien und Jim Sharman. Der Fernsehfilm wurde am 20. Oktober 2016 auf Fox erstausgestrahlt. In Deutschland war er erstmals am 24. Januar 2018 zu sehen.

## Handlung
Das frisch verlobte Pärchen Janet Weiss und Brad Majors landet während einer stürmischen Nacht in dem Schloss des mysteriösen Hausherrn Dr. Frank N. Furter. Sie ahnen nicht, dass Furter ein Außerirdischer vom Planeten „Transsexual“ in der Galaxie von Transsylvanien ist. Janet und Brad erleben zusammen mit Furters skurrilen Gefährten eine verrückte Nacht.

## Hintergrund
Im Oktober 2015 gab der Fernsehsender Fox bekannt, dass er an einer Neuverfilmung des Kinofilmes The Rocky Horror Picture Show arbeite. Regie führte Kenny Ortega und als Co-Produzent agierte Lou Adler, der bereits als Produzent am Original von 1975 mitwirkte.
Als erster Hauptdarsteller wurde die transsexuelle Schauspielerin Laverne Cox verpflichtet. Victoria Justice und Ryan McCartan wurden für die zentralen Hauptrollen engagiert. Tim Curry, der die Rolle des Dr. Frank N. Furter im Originalfilm verkörperte, konnte als Erzähler verpflichtet werden.
Gedreht wurde der Film vom 14. März bis zum 27. April 2016 im kanadischen Toronto. Das Budget für den Film wird auf 20 Millionen US-Dollar geschätzt.
Erste Szenen des Fernsehfilmes wurde auf der San Diego Comic-Con International im Juli 2016 gezeigt. Die Weltpremiere des Filmes fand am 18. Oktober 2016 auf der MIPCOM in Cannes statt. Die Erstausstrahlung auf Fox erreichte eine Einschaltquote von 4,95 Millionen Zuschauern.

## Rezensionen
Auf Moviepilot erringt The Rocky Horror Picture Show: Let’s Do the Time Warp Again 3,9/10 Punkten von 29 Rezensenten. Benutzer Ginslev hält Produzenten FOX vor: „Wenn man ein Remake machen möchte, dann muss man es gefälligst gut machen. Und wenn man ein Remake von einem Film machen möchte, der von seinen Fans geliebt wird und bei seinen Aufführungen gefeiert wird, dann muss man es noch einmal besser machen.“
Das englischsprachige Filmportal Rotten Tomatoes resümiert die Benutzerkritiken zusammenfassend: „Laverne Coxs fabelhafte Darstellung von Frank N. Furter führt ein starkes Ensemble an, aber die Stars können dieser Neuinterpretation nicht genug Energie, Kreativität und Skurrilität einhauchen, um The Rocky Horror Picture Sshow: Let's Do the Time Warp Again zu einem lohnenden Unterfangen zu machen.“ 42 Rezensenten vergaben dem Film eine Wertung von 29 %, in der Publikumswertung erreichte er 25 % bei über 500 abgegebenen Bewertungen. Auf IMDb erreichte der Film eine Wertung von 4,2/10 Punkten bei 7819 abgegebenen Stimmen.